# Clan Barbaro
Pour les articles homonymes, voir Barbaro.
Barbaro est un clan de la 'Ndrangheta, une mafia calabraise, originaire de Plati, dans la province de Reggio de Calabre.

## Historique
Dans les années 1950, le clan est impliqué dans une querelle sanglante, avec la 'Ndrina Mammoliti. En octobre 1954, Domenico Barbaro tue Francesco Mammoliti, qui est le chef du clan rival. La Mammoliti désire se venger et tue donc Francesco Barbaro le 7 novembre 1954. Puis, le 19 janvier 1955, Giovanni Barbaro est assassiné de 31 coups de feu.

### Source de la traduction
- (en) Cet article est partiellement ou en totalité issu de l’article de Wikipédia en anglais intitulé « Barbaro 'ndrina » (voir la liste des auteurs).